# Plommonsjöpung
Plommonsjöpung (Ascidia prunum) är en sjöpungsart som beskrevs av Otto Friedrich Müller 1776. Plommonsjöpung ingår i släktet Ascidia och familjen Ascidiidae. Enligt den svenska rödlistan är arten sårbar i Sverige. Arten förekommer i Götaland. Artens livsmiljö är havet. Inga underarter finns listade i Catalogue of Life.